# Немислув
Немислув (пол. Niemysłów) — село в Польщі, у гміні Поддембиці Поддембицького повіту Лодзинського воєводства.
Населення — 331 особа (2011).
У 1975-1998 роках село належало до Серадзького воєводства.

## Демографія
Демографічна структура станом на 31 березня 2011 року:
|          | Загалом | Допрацездатний вік | Працездатний вік | Постпрацездатний вік |
| -------- | ------- | ------------------ | ---------------- | -------------------- |
| Чоловіки | 158     | 26                 | 116              | 16                   |
| Жінки    | 173     | 32                 | 100              | 41                   |
| Разом    | 331     | 58                 | 216              | 57                   |